# Le calife de Bagdad
Le calife de Bagdad (Der Kalif von Bagdad) ist eine Opéra-comique in einem Akt von François-Adrien Boieldieu. Das Libretto verfasste Claude Godard d’Aucourt de Saint-Just nach einer Erzählung aus Tausendundeiner Nacht. Das Werk lässt sich dem Genre der Türkenoper zuordnen.

## Handlung
Zétulbé gesteht ihrer Freundin Kèsie, dass sie sich in einen Mann verliebt hat, der sie vor einer Räuberbande gerettet hat, von dem sie aber weder Namen noch Stand kennt. Es handelt sich dabei um Isauun, den Kalifen von Bagdad, der die Eigenheit besitzt, allein und verkleidet seinen Palast zu verlassen, um sich unter sein Volk zu mischen und die Stadt kennenzulernen. Den Behörden ist allerdings der Deckname „Bondocani“, den er dabei verwendet, bekannt. So getarnt kommt er zum Haus Lémaïdes, um um die Hand ihrer Tochter anzuhalten. Während diese ihren Retter wiedererkennt, ist die Mutter skeptisch.
In der Zwischenzeit wurde das Haus von Polizeibeamten umstellt, die auf der Suche nach einem Räuberhauptmann sind und Lémaïde als Mitwisserin in Verdacht haben. Gerade als sich Isauun, Zétulbé und Lémaïde zum Abendessen setzen, betritt ein von Wachen begleiteter Richter das Haus und will ein Verhör durchführen. Als der Kalif allerdings seinen Decknamen nennt, erkennen ihn die Beamten und fallen ihm zu Füßen. Yémaldin kommt hinzu und berichtet, dass sich ein großer Hochzeitszug dem Haus nähere. Der Kalif tritt, nachdem er sich in einem Nebenzimmer umgekleidet hat, in offiziellem Schmuck auf und nimmt Zétulbés Hand.

## Instrumentation
2 Flöten (auch Piccolo), 2 Oboen, 2 Klarinetten, 2 Fagotte, 2 Hörner, Pauken, Schlagwerk (große Trommel, Becken, Triangel), Streicher.

## Uraufführung
Die Oper wurde am 16. September 1800 (dem 29. Fructidor im Jahr 8 des damals geltenden Französischen Revolutionskalenders) in der Salle Favart der Opéra-Comique uraufgeführt. Dabei wirkten Jean Elleviou als Isauun, Madame Dugazon als Lémaïde, Marie-Alexandrine Gavaudan-Ducamel als Zétulbé, Jean-Honoré Bertin als Yémaldin und  Mademoiselle Philis als Kèsie mit.

## Rezeption
Le calife de Bagdad wurde vom Pariser Publikum gut aufgenommen; Luigi Cherubini, der Boieldieu in Paris unterstützte, fragte ihn, „ob er sich wegen des unverdienten Erfolges nicht schäme“, woraufhin Boieldieu bei ihm Unterricht nahm. Der deutsche Musiktheoretiker Gottfried Weber hingegen kritisierte die Oper als alltäglich mit nur wenigen gelungenen Stellen und unbedeutendem Dialog. Le calife de Bagdad gehörte über Jahrzehnte zum Repertoire des Théâtre de l’Opéra-Comique; die letzte Neuinszenierung stammte aus dem Jahr 1875. Auch außerhalb Frankreichs wurde die Oper immer wieder aufgeführt. Dabei wurden teilweise die Rollennamen und auch der musikalische Inhalt verändert, so beispielsweise in der deutschen Bearbeitung von Fritz Schröder aus dem Jahr 1939. Auch das Thema wurde häufig aufgegriffen, etwa 1813 in Manuel Garcías Il califfo di Bagdad sowie 1826 in Gioachino Rossinis Adina ossia Il califfo di Bagdad.
Heute erfreut sich vor allem die Ouvertüre als Konzertstück großer Beliebtheit.

## Aufnahmen
- Jean Giraudeau (Isauun), Christiane Eda-Pierre (Zétulbé), Jane Berbié (Kèsie), Jeannine Collard (Lémaïde), Jean-Paul Vaquelin (Richter); Orchestre lyrique de l’ORTF, Louis Fourestier (Dirigent); Musidisc 201852 (1 CD) 1963 (Live-Aufnahme vom 4. April 1963)
- Ensemble Vocal Patrick Marco, Orchestre Bernard Thomas, Bernard Thomas (Dirigent); Thésis THC 82015 (1 CD) 1988 (Einspielung der musikalischen Nummern ohne Dialoge)
- Laurence Dale (Isauun), Lydia Mayo (Zétulbé), Joëlle Michelini (Kèsie), Claudine Cheriez (Lémaïde), Huw Rhys-Evans (Richter); Camerata de Provence Chor und Orchester, Antonio de Almeida (Dirigent); Sonpact SPT 93007 (1 CD) 1992